# Високе (Краснознаменський район)
Високе (рос. Высокое) — селище Краснознаменського району, Калінінградської області Росії. Входить до складу Краснознаменського міського округу.
Населення — 117 осіб (2015 рік).

## Населення
| 2002 | 2010 |
| ---- | ---- |
| 139  | ↘117 |